# 李凝
李凝（?—?），江西省新建縣人，清末民初政治人物，同進士出身。
光緒三十年（1904年），會試第146名，殿試登三甲119名。民國年間，任尉犁縣知事。